# أنفار يونسوف
أنفار يونسوف (مواليد 1 فبراير 1987) هو ملاكم طاجيكستاني، مثّل بلاده في الألعاب الأولمبية الصيفية في دورتي 2008 و2012.

## روابط خارجية
أنفار يونسوف على موقع بوكس ريك (الإنجليزية) (registration required)
- أنفار يونسوف على موقع أوليمبيديا (الإنجليزية)